# Ангел мести (фильм, 1995)
«Ангел мести» (англ. The Avenging Angel) — американский вестерн 1995 года. Экранизация произведения Гэри Стюарта.

## Сюжет
Фильм рассказывает о мормонах. Брайам Янг — один из лидеров мормонов, на него было организовано покушение. Телохранителю Брайама — Майлзу удалось предотвратить покушение. Теперь Майлз занят поиском убийц. В этих поисках ему помогает дочь Брайама Янга.

## В ролях
- Том Беренджер — Майлз Атлей
- Джеймс Коберн — Портер Рокуэлл
- Фэй Мастерсон — Миранда Янг
- Кевин Тай — Бенджамин Ригби
- Джеффри Джоунс — брат Мильтон Лонг
- Том Бауэр — Билл Хикмэн
- Лесли Хоуп — Лиза Ригби
- Дэниэл Куинн — Альфеус Янг
- Эндрю Прайн — Эндрю Пайк
- Чарлтон Хестон — Бригам Янг
- Лиза Бейнс — Ребекка Хитон

## Интересные факты
- На IMDb за фильм проголосовали 173 участников проекта. Фильм получил 5,7 баллов из 10 возможных.
- В 1996 г. выиграл премию The Spur Award.